# .cc
|  | Aquest article tracta sobre el domini d'Internet. Per informació sobre diferents llicències, vegeu Creative Commons; per l'extensió de fitxer ".cc", vegeu C++ |

.cc és el domini de primer nivell territorial (ccTLD) de les Illes Cocos (Illes Keeling), un territori australià. L'administra VeriSign mitjançant la seva filial eNIC, que el promou internacionalment com "el següent .com"; la IANA va assignar el domini .cc a l'empresa eNIC (amb seu a Seattle) l'octubre de 1997.
La República Turca de Xipre del Nord, país no reconegut per les Nacions Unides, que pertany oficialment a la república de Xipre, també utilitza el domini .cc, juntament amb .nc.tr.
Amb ajuda de SamsDirect Internet, eNIC va gestionar i promocionar el domini amb força èxit, arribant a ser "el segon domini de primer nivell més gran dels Estats Units, després de Verisign", segons Brian Cartmell, fundador i cap d'eNIC que va testificar al Senat dels Estats Units sobre el govern del sistema DNS per part de la ICANN el 4 de febrer de 2001. Bona part de l'èxit de vendes del domini fou a causa del tracte que va fer Sams amb la cadena de ràdio més gran dels Estats Units, Clear Channel Communications, per anunciar i promocionar el domini en centenars d'emissores durant tres mesos.
El registre es fa directament al segon nivell.
El domini l'utilitzen molts clubs ciclistes, així com organitzacions eclesiàstiques anglo-saxones, perquè "cc" pot ser l'abreviatura de christian church o catholic church (església cristiana o catòlica). Alguns projectes de codi obert/maquinari obert, com Arduino l'utilitzen, en aquest cas perquè "CC" és l'abreviatura de Creative Commons, que és la llicència que utilitzen.

## Dominis de segon nivell

### com.cc, net.cc, edu.cc, org.cc
L'empresa CoCCA mantenia aquests dominis de segon nivell, però ja no es troben al seu web.

### Cc.cc, co.cc, cu.cc
No són dins de la jerarquia oficial; són dominis que pertanyen a empreses que ofereixen registres de subdomini gratuïts.

### Co.cc
L'empresa CO.CC regalava dos subdominis co.cc gratuïts, i feia descomptes per quantitat si es demanaven fins a 15.000 noms de domini d'un sol cop. Aquests dominis els solien utilitzar els spammers per crear blocs spam o splogs, que eren blogs falsos per promocionar articles. A la pàgina principal de CO.CC hi havia instruccions detallades sobre la utilització de serveis populars com Blogger, Windows Live, i Google Apps.
El juliol de 2011, degut a l'ús exagerat de subdominis de co.cc pels spammers, Google va treure més d'onze milions de webs .co.cc dels seus resultats de cerca. JohnMu, de Google va recomanar que els particulars que tinguessin webs legítims (alineats amb les recomanacions per a webmasters de Google) dins del domini .co.cc enviessin una petició a Google perquè els exclogués de la prohibició.
L'abundància de dominis .co.cc barats també l'han aprofitada els venedors falsos d'"anti-virus".
El novembre de 2012, el web co.cc i els seus servidors de noms van quedar fora de línia. L'empresa no va fer cap comunicat formal, però havien deixat d'acceptar nous registres un cert temps abans de tancar.